# BWF Super Series Finale 2016
Das BWF Super Series Finale 2016 war das abschließende Turnier der BWF Super Series 2016 im Badminton. Es fand vom 14. bis zum 18. Dezember 2016 in Dubai im Hamdan Sports Complex statt.

## Herreneinzel

### Setzliste
1. Jan Ø. Jørgensen
2. Son Wan-ho
3. Tian Houwei
4. Ng Ka Long
5. Viktor Axelsen
6. Marc Zwiebler
7. Lee Chong Wei
8. Hu Yun

### Gruppe A
| Starter          | Pts | Pld | W   | L   | SF  | SA  | PF  | PA  |
| ---------------- | --- | --- | --- | --- | --- | --- | --- | --- |
| Tian Houwei      | 2   | 2   | 2   | 0   | 4   | 0   | 85  | 58  |
| Jan Ø. Jørgensen | 1   | 2   | 1   | 1   | 2   | 2   | 78  | 71  |
| Marc Zwiebler    | 0   | 2   | 0   | 2   | 0   | 4   | 50  | 84  |
| Hu Yun           | N/A | N/A | N/A | N/A | N/A | N/A | N/A | N/A |

| Datum        |                  | Ergebnis |               | Set 1 | Set 2  | Set 3 |
| ------------ | ---------------- | -------- | ------------- | ----- | ------ | ----- |
| 14. Dezember | Tian Houwei      | 2–0      | Marc Zwiebler | 21–15 | 21–7   |       |
| 14. Dezember | Jan Ø. Jørgensen | 2–0      | Hu Yun        | 21–8  | 21–5   |       |
| 15. Dezember | Jan Ø. Jørgensen | 2–0      | Marc Zwiebler | 21–18 | 21–10  |       |
| 15. Dezember | Tian Houwei      | 2–1      | Hu Yun        | 21–19 | 13–21  | 21–7  |
| 16. Dezember | Jan Ø. Jørgensen | 0–2      | Tian Houwei   | 16–21 | 20–22  |       |
| 16. Dezember | Marc Zwiebler    | Aufgabe  | Hu Yun        | 21–10 | 18–10r |       |

### Gruppe B
| Starter        | Pts | Pld | W | L | SF | SA | PF  | PA  |
| -------------- | --- | --- | - | - | -- | -- | --- | --- |
| Son Wan-ho     | 2   | 3   | 2 | 1 | 5  | 3  | 143 | 150 |
| Viktor Axelsen | 2   | 3   | 2 | 1 | 5  | 3  | 156 | 140 |
| Lee Chong Wei  | 1   | 3   | 1 | 2 | 3  | 4  | 123 | 133 |
| Ng Ka Long     | 1   | 3   | 1 | 2 | 2  | 5  | 131 | 130 |

| Datum        |                | Ergebnis |                | Set 1 | Set 2 | Set 3 |
| ------------ | -------------- | -------- | -------------- | ----- | ----- | ----- |
| 14. Dezember | Son Wan-ho     | 2–0      | Lee Chong Wei  | 21–10 | 21–16 |       |
| 14. Dezember | Ng Ka Long     | 0–2      | Viktor Axelsen | 13–21 | 17–21 |       |
| 15. Dezember | Ng Ka Long     | 0–2      | Lee Chong Wei  | 15–21 | 20–22 |       |
| 15. Dezember | Son Wan-ho     | 2–1      | Viktor Axelsen | 21–19 | 14–21 | 21–18 |
| 16. Dezember | Son Wan-ho     | 1–2      | Ng Ka Long     | 26–24 | 8–21  | 11–21 |
| 16. Dezember | Viktor Axelsen | 2–1      | Lee Chong Wei  | 14–21 | 21–14 | 21–19 |

### Endrunde
|  | Halbfinale | Halbfinale       | Halbfinale | Halbfinale | Halbfinale |  |  | Finale | Finale         | Finale | Finale | Finale |
|  |            |                  |            |            |            |  |  |        |                |        |        |        |
|  |            |                  |            |            |            |  |  |        |                |        |        |        |
|  | 3          | Tian Houwei      | 21         | 19         | 21         |  |  |        |                |        |        |        |
|  | 1          | Jan Ø. Jørgensen | 17         | 21         | 13         |  |  |        |                |        |        |        |
|  |            |                  |            |            |            |  |  | 3      | Tian Houwei    | 14     | 21     | 17     |
|  |            |                  |            |            |            |  |  | 5      | Viktor Axelsen | 21     | 6      | 21     |
|  | 5          | Viktor Axelsen   | 21         | 21         |            |  |  |        |                |        |        |        |
|  | 2          | Son Wan-ho       | 17         | 19         |            |  |  |        |                |        |        |        |
|  |            |                  |            |            |            |  |  |        |                |        |        |        |

## Dameneinzel

### Setzliste
1. Tai Tzu-ying
2. Akane Yamaguchi
3. Sun Yu
4. Sung Ji-hyun
5. Ratchanok Intanon
6. He Bingjiao
7. Carolina Marín
8. P. V. Sindhu

### Gruppe A
| Starter           | Pts | Pld | W   | L   | SF  | SA  | PF  | PA  |
| ----------------- | --- | --- | --- | --- | --- | --- | --- | --- |
| Sung Ji-hyun      | 2   | 2   | 2   | 0   | 4   | 0   | 84  | 65  |
| Tai Tzu-ying      | 1   | 2   | 1   | 1   | 2   | 2   | 74  | 71  |
| He Bingjiao       | 0   | 2   | 0   | 2   | 0   | 4   | 62  | 84  |
| Ratchanok Intanon | N/A | N/A | N/A | N/A | N/A | N/A | N/A | N/A |

| Datum        |                   | Ergebnis |                   | Set 1 | Set 2  | Set 3 |
| ------------ | ----------------- | -------- | ----------------- | ----- | ------ | ----- |
| 14. Dezember | Sung Ji-hyun      | 2–0      | Ratchanok Intanon | 21–19 | 21–12  |       |
| 14. Dezember | Tai Tzu-ying      | 2–0      | He Bingjiao       | 21–16 | 21–13  |       |
| 15. Dezember | Sung Ji-hyun      | 2–0      | He Bingjiao       | 21–18 | 21–15  |       |
| 15. Dezember | Tai Tzu-ying      | 2–0      | Ratchanok Intanon | 21–12 | 21–14  |       |
| 16. Dezember | Ratchanok Intanon | Aufgabe  | He Bingjiao       | 19–21 | 11r–10 |       |
| 16. Dezember | Tai Tzu-ying      | 0–2      | Sung Ji-hyun      | 15–21 | 17–21  |       |

### Gruppe B
| Starter         | Pts | Pld | W | L | SF | SA | PF  | PA  |
| --------------- | --- | --- | - | - | -- | -- | --- | --- |
| Sun Yu          | 3   | 3   | 3 | 0 | 6  | 1  | 144 | 113 |
| P. V. Sindhu    | 2   | 3   | 2 | 1 | 4  | 3  | 128 | 116 |
| Akane Yamaguchi | 1   | 3   | 1 | 2 | 4  | 5  | 145 | 163 |
| Carolina Marín  | 0   | 3   | 0 | 3 | 1  | 6  | 122 | 147 |

| Datum        |                 | Ergebnis |                | Set 1 | Set 2 | Set 3 |
| ------------ | --------------- | -------- | -------------- | ----- | ----- | ----- |
| 14. Dezember | Sun Yu          | 2–0      | Carolina Marín | 21–18 | 24–22 |       |
| 14. Dezember | Akane Yamaguchi | 1–2      | P. V. Sindhu   | 21–12 | 8–21  | 15–21 |
| 15. Dezember | Sun Yu          | 2–0      | P. V. Sindhu   | 21–15 | 21–17 |       |
| 15. Dezember | Akane Yamaguchi | 2–1      | Carolina Marín | 18–21 | 21–17 | 21–14 |
| 16. Dezember | Akane Yamaguchi | 1–2      | Sun Yu         | 21–15 | 10–21 | 10–21 |
| 16. Dezember | Carolina Marín  | 0–2      | P. V. Sindhu   | 17–21 | 13–21 |       |

### Endrunde
|  | Halbfinale | Halbfinale   | Halbfinale | Halbfinale | Halbfinale |  |  | Finale | Finale       | Finale | Finale | Finale |
|  |            |              |            |            |            |  |  |        |              |        |        |        |
|  |            |              |            |            |            |  |  |        |              |        |        |        |
|  | 4          | Sung Ji-hyun | 21         | 18         | 21         |  |  |        |              |        |        |        |
|  | 8          | P. V. Sindhu | 15         | 21         | 15         |  |  |        |              |        |        |        |
|  |            |              |            |            |            |  |  | 4      | Sung Ji-hyun | 14     | 13     |        |
|  |            |              |            |            |            |  |  | 1      | Tai Tzu-ying | 21     | 21     |        |
|  | 1          | Tai Tzu-ying | 21         | 21         |            |  |  |        |              |        |        |        |
|  | 3          | Sun Yu       | 19         | 19         |            |  |  |        |              |        |        |        |
|  |            |              |            |            |            |  |  |        |              |        |        |        |

## Herrendoppel

### Setzliste
1. Takeshi Kamura / Keigo Sonoda
2. Goh V Shem / Tan Wee Kiong
3. Chai Biao / Hong Wei
4. Markus Fernaldi Gideon / Kevin Sanjaya Sukamuljo
5. Angga Pratama / Ricky Karanda Suwardi
6. Li Junhui / Liu Yuchen
7. Mads Conrad-Petersen / Mads Pieler Kolding
8. Mathias Boe / Carsten Mogensen

### Gruppe A
| Starter                                        | Pts | Pld | W | L | SF | SA | PF  | PA  |
| ---------------------------------------------- | --- | --- | - | - | -- | -- | --- | --- |
| Mads Conrad-Petersen Mads Pieler Kolding       | 3   | 3   | 3 | 0 | 6  | 1  | 144 | 117 |
| Takeshi Kamura Keigo Sonoda                    | 2   | 3   | 2 | 1 | 4  | 2  | 116 | 100 |
| Markus Fernaldi Gideon Kevin Sanjaya Sukamuljo | 1   | 3   | 1 | 2 | 2  | 5  | 124 | 137 |
| Angga Pratama Ricky Karanda Suwardi            | 0   | 3   | 0 | 3 | 2  | 6  | 131 | 161 |

| Datum        |                                                | Ergebnis |                                                | Set 1 | Set 2 | Set 3 |
| ------------ | ---------------------------------------------- | -------- | ---------------------------------------------- | ----- | ----- | ----- |
| 14. Dezember | Markus Fernaldi Gideon Kevin Sanjaya Sukamuljo | 2–1      | Angga Pratama Ricky Karanda Suwardi            | 21–18 | 17–21 | 21–14 |
| 14. Dezember | Takeshi Kamura Keigo Sonoda                    | 0–2      | Mads Conrad-Petersen Mads Pieler Kolding       | 15–21 | 17–21 |       |
| 15. Dezember | Takeshi Kamura Keigo Sonoda                    | 2–0      | Angga Pratama Ricky Karanda Suwardi            | 21–15 | 21–9  |       |
| 15. Dezember | Markus Fernaldi Gideon Kevin Sanjaya Sukamuljo | 0–2      | Mads Conrad-Petersen Mads Pieler Kolding       | 12–21 | 19–21 |       |
| 16. Dezember | Angga Pratama Ricky Karanda Suwardi            | 1–2      | Mads Conrad-Petersen Mads Pieler Kolding       | 15–21 | 21–18 | 18–21 |
| 16. Dezember | Takeshi Kamura Keigo Sonoda                    | 2–0      | Markus Fernaldi Gideon Kevin Sanjaya Sukamuljo | 21–15 | 21–19 |       |

### Gruppe B
| Starter                      | Pts | Pld | W   | L   | SF  | SA  | PF  | PA  |
| ---------------------------- | --- | --- | --- | --- | --- | --- | --- | --- |
| Goh V Shem Tan Wee Kiong     | 2   | 2   | 2   | 0   | 4   | 2   | 119 | 113 |
| Chai Biao Hong Wei           | 1   | 2   | 1   | 1   | 3   | 3   | 112 | 113 |
| Li Junhui Liu Yuchen         | 0   | 2   | 0   | 2   | 2   | 4   | 113 | 118 |
| Mathias Boe Carsten Mogensen | N/A | N/A | N/A | N/A | N/A | N/A | N/A | N/A |

| Datum        |                          | Ergebnis |                              | Set 1 | Set 2 | Set 3 |
| ------------ | ------------------------ | -------- | ---------------------------- | ----- | ----- | ----- |
| 14. Dezember | Chai Biao Hong Wei       | 2–1      | Li Junhui Liu Yuchen         | 21–18 | 16–21 | 21–15 |
| 14. Dezember | Goh V Shem Tan Wee Kiong | w/o      | Mathias Boe Carsten Mogensen |       |       |       |
| 15. Dezember | Chai Biao Hong Wei       | w/o      | Mathias Boe Carsten Mogensen |       |       |       |
| 15. Dezember | Goh V Shem Tan Wee Kiong | 2–1      | Li Junhui Liu Yuchen         | 18–21 | 21–19 | 21–19 |
| 16. Dezember | Goh V Shem Tan Wee Kiong | 2–1      | Chai Biao Hong Wei           | 16–21 | 21–13 | 22–20 |
| 16. Dezember | Li Junhui Liu Yuchen     | w/o      | Mathias Boe Carsten Mogensen |       |       |       |

### Endrunde
|  | Halbfinale | Halbfinale                               | Halbfinale | Halbfinale | Halbfinale |  |  | Finale | Finale                      | Finale | Finale | Finale |
|  |            |                                          |            |            |            |  |  |        |                             |        |        |        |
|  |            |                                          |            |            |            |  |  |        |                             |        |        |        |
|  | 7          | Mads Conrad-Petersen Mads Pieler Kolding | 17         | 19         |            |  |  |        |                             |        |        |        |
|  | 1          | Takeshi Kamura Keigo Sonoda              | 21         | 21         |            |  |  |        |                             |        |        |        |
|  |            |                                          |            |            |            |  |  | 1      | Takeshi Kamura Keigo Sonoda | 14     | 19     |        |
|  |            |                                          |            |            |            |  |  | 2      | Goh V Shem Tan Wee Kiong    | 21     | 21     |        |
|  | 3          | Chai Biao Hong Wei                       | 18         | 16         |            |  |  |        |                             |        |        |        |
|  | 2          | Goh V Shem Tan Wee Kiong                 | 21         | 21         |            |  |  |        |                             |        |        |        |
|  |            |                                          |            |            |            |  |  |        |                             |        |        |        |

## Damendoppel

### Setzliste
1. Misaki Matsutomo / Ayaka Takahashi
2. Christinna Pedersen / Kamilla Rytter Juhl
3. Jung Kyung-eun / Shin Seung-chan
4. Chang Ye-na / Lee So-hee
5. Naoko Fukuman / Kurumi Yonao
6. Luo Ying / Luo Yu
7. Chen Qingchen / Jia Yifan
8. Vivian Hoo Kah Mun / Woon Khe Wei

### Gruppe A
| Starter                          | Pts | Pld | W | L | SF | SA | PF  | PA  |
| -------------------------------- | --- | --- | - | - | -- | -- | --- | --- |
| Misaki Matsutomo Ayaka Takahashi | 3   | 3   | 3 | 0 | 6  | 0  | 126 | 88  |
| Chang Ye-na Lee So-hee           | 2   | 3   | 2 | 1 | 4  | 2  | 116 | 100 |
| Luo Ying Luo Yu                  | 1   | 3   | 1 | 2 | 2  | 4  | 96  | 123 |
| Naoko Fukuman Kurumi Yonao       | 0   | 3   | 0 | 3 | 0  | 6  | 101 | 128 |

| Datum        |                                  | Ergebnis |                            | Set 1 | Set 2 | Set 3 |
| ------------ | -------------------------------- | -------- | -------------------------- | ----- | ----- | ----- |
| 14. Dezember | Chang Ye-na Lee So-hee           | 2–0      | Luo Ying Luo Yu            | 21–19 | 21–15 |       |
| 14. Dezember | Misaki Matsutomo Ayaka Takahashi | 2–0      | Naoko Fukuman Kurumi Yonao | 21–19 | 21–19 |       |
| 15. Dezember | Chang Ye-na Lee So-hee           | 2–0      | Naoko Fukuman Kurumi Yonao | 21–14 | 21–10 |       |
| 15. Dezember | Misaki Matsutomo Ayaka Takahashi | 2–0      | Luo Ying Luo Yu            | 21–7  | 21–11 |       |
| 16. Dezember | Naoko Fukuman Kurumi Yonao       | 0–2      | Luo Ying Luo Yu            | 18–21 | 21–23 |       |
| 16. Dezember | Misaki Matsutomo Ayaka Takahashi | 2–0      | Chang Ye-na Lee So-hee     | 21–18 | 21–14 |       |

### Gruppe B
| Starter                                 | Pts | Pld | W | L | SF | SA | PF  | PA  |
| --------------------------------------- | --- | --- | - | - | -- | -- | --- | --- |
| Chen Qingchen Jia Yifan                 | 3   | 3   | 3 | 0 | 6  | 1  | 140 | 113 |
| Kamilla Rytter Juhl Christinna Pedersen | 2   | 3   | 2 | 1 | 5  | 3  | 140 | 136 |
| Jung Kyung-eun Shin Seung-chan          | 1   | 3   | 1 | 2 | 3  | 4  | 129 | 129 |
| Vivian Hoo Kah Mun Woon Khe Wei         | 0   | 3   | 0 | 3 | 0  | 6  | 95  | 126 |

| Datum        |                                         | Ergebnis |                                 | Set 1 | Set 2 | Set 3 |
| ------------ | --------------------------------------- | -------- | ------------------------------- | ----- | ----- | ----- |
| 14. Dezember | Kamilla Rytter Juhl Christinna Pedersen | 2–0      | Vivian Hoo Kah Mun Woon Khe Wei | 21–7  | 21–17 |       |
| 14. Dezember | Jung Kyung-eun Shin Seung-chan          | 0–2      | Chen Qingchen Jia Yifan         | 18–21 | 13–21 |       |
| 15. Dezember | Kamilla Rytter Juhl Christinna Pedersen | 1–2      | Chen Qingchen Jia Yifan         | 13–21 | 21–14 | 13–21 |
| 15. Dezember | Jung Kyung-eun Shin Seung-chan          | 2–0      | Vivian Hoo Kah Mun Woon Khe Wei | 21–19 | 21–17 |       |
| 16. Dezember | Kamilla Rytter Juhl Christinna Pedersen | 2–1      | Jung Kyung-eun Shin Seung-chan  | 21–19 | 9–21  | 21–16 |
| 16. Dezember | Chen Qingchen Jia Yifan                 | 2–0      | Vivian Hoo Kah Mun Woon Khe Wei | 21–17 | 21–18 |       |

### Endrunde
|  | Halbfinale | Halbfinale                              | Halbfinale | Halbfinale | Halbfinale |  |  | Finale | Finale                           | Finale | Finale | Finale |
|  |            |                                         |            |            |            |  |  |        |                                  |        |        |        |
|  |            |                                         |            |            |            |  |  |        |                                  |        |        |        |
|  | 1          | Misaki Matsutomo Ayaka Takahashi        | 21         | 21         |            |  |  |        |                                  |        |        |        |
|  | 2          | Kamilla Rytter Juhl Christinna Pedersen | 12         | 11         |            |  |  |        |                                  |        |        |        |
|  |            |                                         |            |            |            |  |  | 1      | Misaki Matsutomo Ayaka Takahashi | 15     | 21     | 17     |
|  |            |                                         |            |            |            |  |  | 7      | Chen Qingchen Jia Yifan          | 21     | 13     | 21     |
|  | 4          | Chang Ye-na Lee So-hee                  | 21         | 20         |            |  |  |        |                                  |        |        |        |
|  | 7          | Chen Qingchen Jia Yifan                 | 23         | 22         |            |  |  |        |                                  |        |        |        |
|  |            |                                         |            |            |            |  |  |        |                                  |        |        |        |

## Mixed

### Setzliste
1. Ko Sung-hyun / Kim Ha-na
2. Lu Kai / Huang Yaqiong
3. Joachim Fischer Nielsen / Christinna Pedersen
4. Zheng Siwei / Chen Qingchen
5. Tontowi Ahmad / Liliyana Natsir
6. Praveen Jordan / Debby Susanto
7. Chris Adcock / Gabrielle Adcock
8. Kenta Kazuno / Ayane Kurihara

### Gruppe A
| Starter                                     | Pts | Pld | W   | L   | SF  | SA  | PF  | PA  |
| ------------------------------------------- | --- | --- | --- | --- | --- | --- | --- | --- |
| Praveen Jordan Debby Susanto                | 2   | 2   | 2   | 0   | 4   | 0   | 84  | 60  |
| Joachim Fischer Nielsen Christinna Pedersen | 1   | 2   | 1   | 1   | 2   | 3   | 96  | 95  |
| Ko Sung-hyun Kim Ha-na                      | 0   | 2   | 0   | 2   | 1   | 4   | 80  | 105 |
| Tontowi Ahmad Liliyana Natsir               | N/A | N/A | N/A | N/A | N/A | N/A | N/A | N/A |

| Datum        |                                             | Ergebnis |                                             | Set 1 | Set 2 | Set 3 |
| ------------ | ------------------------------------------- | -------- | ------------------------------------------- | ----- | ----- | ----- |
| 14. Dezember | Ko Sung-hyun Kim Ha-na                      | 1–2      | Joachim Fischer Nielsen Christinna Pedersen | 14–21 | 23–21 | 16–21 |
| 14. Dezember | Tontowi Ahmad Liliyana Natsir               | 0–2      | Praveen Jordan Debby Susanto                | 11–21 | 12–21 |       |
| 15. Dezember | Ko Sung-hyun Kim Ha-na                      | 0–2      | Praveen Jordan Debby Susanto                | 12–21 | 15–21 |       |
| 15. Dezember | Joachim Fischer Nielsen Christinna Pedersen | Aufgabe  | Tontowi Ahmad Liliyana Natsir               | 21–8  | 11–6r |       |
| 16. Dezember | Ko Sung-hyun Kim Ha-na                      | w/o      | Tontowi Ahmad Liliyana Natsir               |       |       |       |
| 16. Dezember | Joachim Fischer Nielsen Christinna Pedersen | 0–2      | Praveen Jordan Debby Susanto                | 17–21 | 16–21 |       |

### Gruppe B
| Starter                       | Pts | Pld | W | L | SF | SA | PF  | PA  |
| ----------------------------- | --- | --- | - | - | -- | -- | --- | --- |
| Zheng Siwei Chen Qingchen     | 3   | 3   | 3 | 0 | 6  | 1  | 139 | 120 |
| Chris Adcock Gabrielle Adcock | 2   | 3   | 2 | 1 | 4  | 2  | 121 | 107 |
| Lu Kai Huang Yaqiong          | 1   | 3   | 1 | 2 | 3  | 4  | 136 | 131 |
| Kenta Kazuno Ayane Kurihara   | 0   | 3   | 0 | 3 | 0  | 6  | 88  | 126 |

| Datum        |                               | Ergebnis |                               | Set 1 | Set 2 | Set 3 |
| ------------ | ----------------------------- | -------- | ----------------------------- | ----- | ----- | ----- |
| 14. Dezember | Lu Kai Huang Yaqiong          | 1–2      | Zheng Siwei Chen Qingchen     | 18–21 | 21–13 | 14–21 |
| 14. Dezember | Chris Adcock Gabrielle Adcock | 2–0      | Kenta Kazuno Ayane Kurihara   | 21–15 | 21–9  |       |
| 15. Dezember | Lu Kai Huang Yaqiong          | 2–0      | Kenta Kazuno Ayane Kurihara   | 21–12 | 21–19 |       |
| 15. Dezember | Zheng Siwei Chen Qingchen     | 2–0      | Chris Adcock Gabrielle Adcock | 21–17 | 21–17 |       |
| 16. Dezember | Zheng Siwei Chen Qingchen     | 2–0      | Kenta Kazuno Ayane Kurihara   | 21–19 | 21–14 |       |
| 16. Dezember | Lu Kai Huang Yaqiong          | 0–2      | Chris Adcock Gabrielle Adcock | 22–24 | 19–21 |       |

### Endrunde
|  | Halbfinale | Halbfinale                                  | Halbfinale | Halbfinale | Halbfinale |  |  | Finale | Finale                        | Finale | Finale | Finale |
|  |            |                                             |            |            |            |  |  |        |                               |        |        |        |
|  |            |                                             |            |            |            |  |  |        |                               |        |        |        |
|  | 6          | Praveen Jordan Debby Susanto                | 19         | 21         | 9          |  |  |        |                               |        |        |        |
|  | 7          | Chris Adcock Gabrielle Adcock               | 21         | 17         | 21         |  |  |        |                               |        |        |        |
|  |            |                                             |            |            |            |  |  | 7      | Chris Adcock Gabrielle Adcock | 12     | 12     |        |
|  |            |                                             |            |            |            |  |  | 4      | Zheng Siwei Chen Qingchen     | 21     | 21     |        |
|  | 3          | Joachim Fischer Nielsen Christinna Pedersen | 14         | 18         |            |  |  |        |                               |        |        |        |
|  | 4          | Zheng Siwei Chen Qingchen                   | 21         | 21         |            |  |  |        |                               |        |        |        |
|  |            |                                             |            |            |            |  |  |        |                               |        |        |        |